# Masalia vittulata
Masalia vittulata är en fjärilsart som beskrevs av Aurivillius 1925. Masalia vittulata ingår i släktet Masalia och familjen nattflyn. Inga underarter finns listade i Catalogue of Life.